# Langur de Hatinh
El langur de Hatinh (Trachypithecus hatinhensis) és una espècie de primat de la família dels cercopitècids. Viu al Vietnam i Laos. El seu hàbitat natural són els boscos situats en zones de relleu càrstic o calcaris. Està amenaçat per la caça, la tala il·legal i la construcció de carreteres al seu hàbitat.